# ستيفن ويلارد
ستيفن ويلارد (بالإنجليزية: Stephen Willard)‏ هو لاعب دارت بريطاني، ولد في 27 أغسطس 1958 في Nythe, Eldene and Liden ‏ في المملكة المتحدة.

## وصلات خارجية
- ستيفن ويلارد على موقع DartsDatabase.co.uk (الإنجليزية)